# Стрипейкіс Валерій Рімантасович
Валерій Рімантасович Стрипейкіс (біл. Валерый Рымантасавіч Стрыпейкіс; нар. 13 листопада 1974, Добра Воля, Пінський район, Берестейська область, Білоруська РСР) — білоруський футболіст та тренер, виступав на позиції нападника. Один з найкращих білоруських нападників на рубежі XX і XXI століть.
Зараз працює головним тренером новополацького «Нафтана».

## Клубна кар'єра
Розпочинав кар'єру у клубі Третьої ліги «Біолог» з Новополоцька. Згодом перейшов до іншого новополацького клубу, «Нафтан-Девон», де показав себе бомбардиром. У 1999 році перейшов до одного з найсильніших на той час білоруських клубів — мозирської «Славії». У Мозирі утворився тандем Стріпейкіса та Романа Василюка, який допоміг «Славії» здобути золоту медаль чемпіонату 2000 року.
Після короткочасного вояжу до словацького «Ружомберка», опинився в «Білшині», де провів один сезон. 2003 рік Стріпейкіс розпочав у БАТЕ, а після завершення першого кола вирушив до «Каунасу». У 2004-2005 роках, повернувшись в «Нафтан», двічі ставав найкращим бомбардиром чемпіонату Білорусі.
У 2006-2007 роках виступав за «Гомель», де відновився тандем Стріпейкіса та Василюка. Після цього провів один сезон у «Шахтарі» (Солігорськ).
У 2009 році знову поїхав до Новополоцька. Допоміг наваполацькому клубу здобути перший в історії трофей – Кубок Білорусі 2009, у фіналі якого відзначився голом у ворота салігорського «Шахтаря».

## Кар'єра в збірній
У 1999-2001 роках грав за національну збірну Білорусі. Всього зіграв 5 матчів, в яких не відзначився жодним голом.

## Кар'єра тренера
Наприкінці сезону 2011 року оголосив про завершення кар’єри та перейшов на тренерську роботу в «Нафтан».
У другій половині 2012 року як аматор виступав за клуб «Міори» з Другої ліги, при цьому залишався тренером «Нафтана». Проте керівництво клубу не встигло заявити гравця, і виступати за клуб він почав лише з початку другого кола чемпіонату. 8 серпня 2012 року дебютував за клуб у матчі з «Гомельзалдортранспортом». У січні 2013 року став головним тренером новополацького клубу. У червні 2013 року після переходу головного тренера Павла Кучарова до мінського «Динамо» призначений виконуючим обов'язки головного тренера «Нафтана». На вище вказаній посаді привів «Нафтан» до 10-го місця в чемпіонаті 2013 року. У 2013 році грав за аматорський колектив «Приозер'я» (Верхньодвінськ). Виграв з ним кубок Вітебської області
У грудні 2013 року затверджений на посаді головного тренера «Нафтана». Під керівництвом Стріпейкіса «Нафтан» добре виступив у чемпіонаті 2014 року, де тривалий час займав призові місця, але фінішував п’ятим. У 2016 році новополоцький клуб покинула значна кількість гравців, а через деякий час команда опинилася на останньому рядку. У серпні 2016 року Стріпейкіс залишив посаду головного тренера «Нафтана».
У березні 2017 року увійшов до тренерського штабу нового головного тренера національної збірної Білорусі Ігоря Криушенка. У червні 2019 року, після відставки Криушенка та призначення нового головного тренера Михайла Мархеля, покинув збірну.
У січні 2020 року знову опинився в «Нафтані», де став помічником Тараса Чопика. У травні 2021 року, після звільнення Чопика, став виконуючим обов’язки головного тренера команди, а в липні затверджений на посаді.

## Досягнення
- Вища ліга Білорусі
  -  Чемпіон (1): 2000
  -  Срібний призер (2): 1999, 2007

- Кубок Білорусі
  -  Володар (2): 1999/2000, 2008/09

- А-ліга Литви
  -  Чемпіон (1): 2003

- Найкращий бомбардир чемпіонату Білорусі (4): 1999, 2002, 2004, 2005